# Chusang Namgyel Peljor
Chusang Namgyel Peljor (tib.: chu bzang rnam rgyal dpal 'byor, geb. 1578 in Duilong, Tibet; gest. 1651) war ein Geistlicher der Gelug-Schulrichtung des tibetischen Buddhismus. Er gründete 1649 das Chusang-Kloster (chin. Quezang si) und war der erste 'Lebende Buddha' (huofo) der Chusang-Inkarnationslinie (chin. Quezang hutuketu). Er war auch ein 'Lebender Buddha' der Klöster Gönlung Champa Ling (Youning si) und Kumbum Champa Ling (Ta'er si) und Abt des Chakhyung-Klosters (Xiaqiong si), von Dratshang Gön (Zhazang si) und des Tulan-Klosters (Dulan si).